# Škoda Roomster
Le Škoda Roomster est un ludospace produit par le constructeur automobile tchèque Škoda Auto de 2006 à 2015. Il est basé sur la seconde génération de la Škoda Fabia.

## Présentation

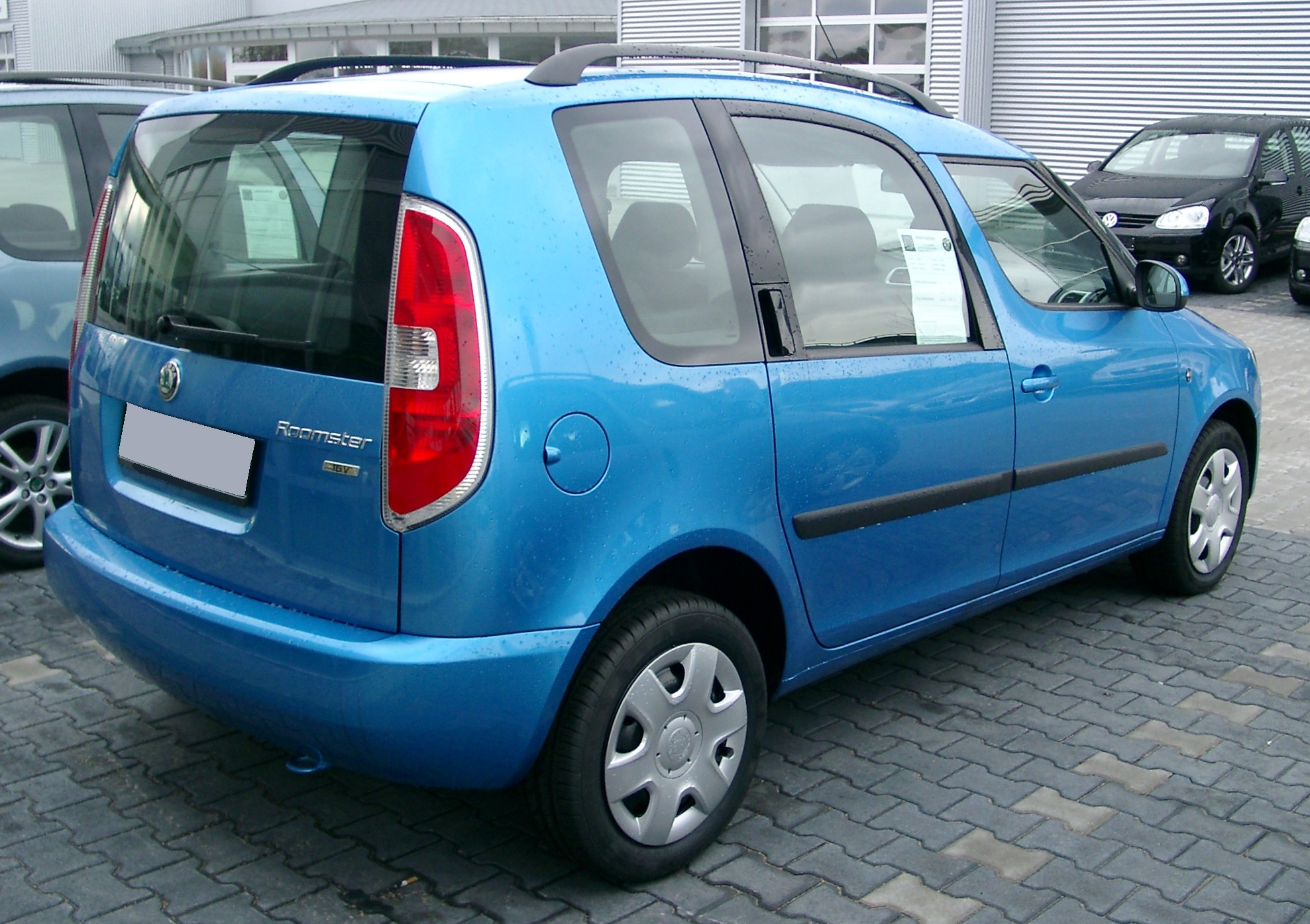
Škoda Roomster phase 1

Faisant suite au show car éponyme présenté au Salon de l'automobile de Francfort 2003, le modèle de série a été dévoilé en 2006 au Salon de Genève 2006 en mars et les ventes ont commencé en juin de la même année.
Les motorisations du Roomster sont reprises de la Fabia. Il s'agit du 1.2 TSI en essence (85 ou 105 ch), des 1.2 TDI (75 ch) 1.9 TDI et  1.6 TDI (90 ou 105 ch) en diesel.

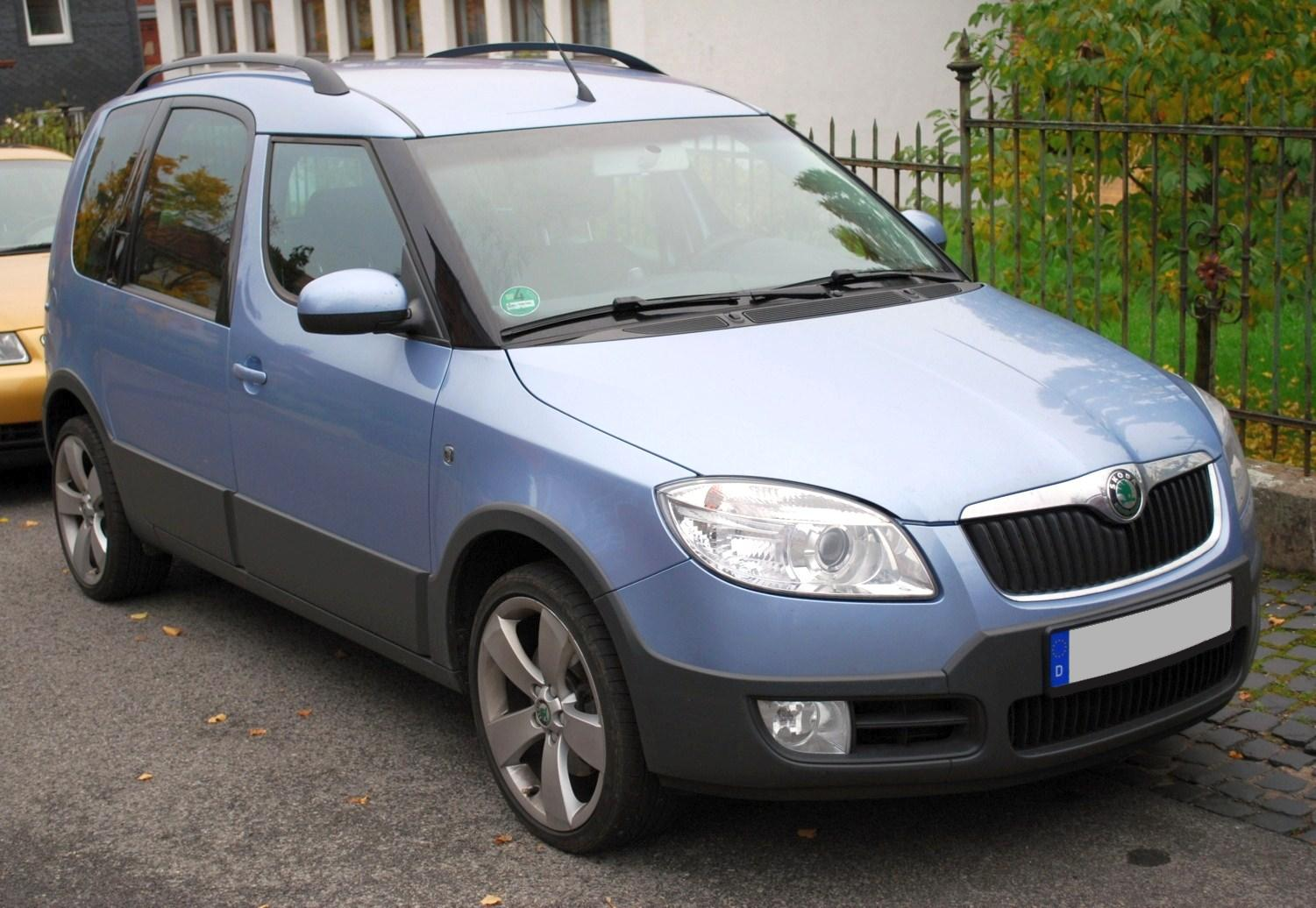
Škoda Roomster Scout phase 1

Dès l'automne, Škoda présente une version Scout. Cette version donne au Roomster des allures de baroudeur, mais sans améliorer ses capacités de franchissement.

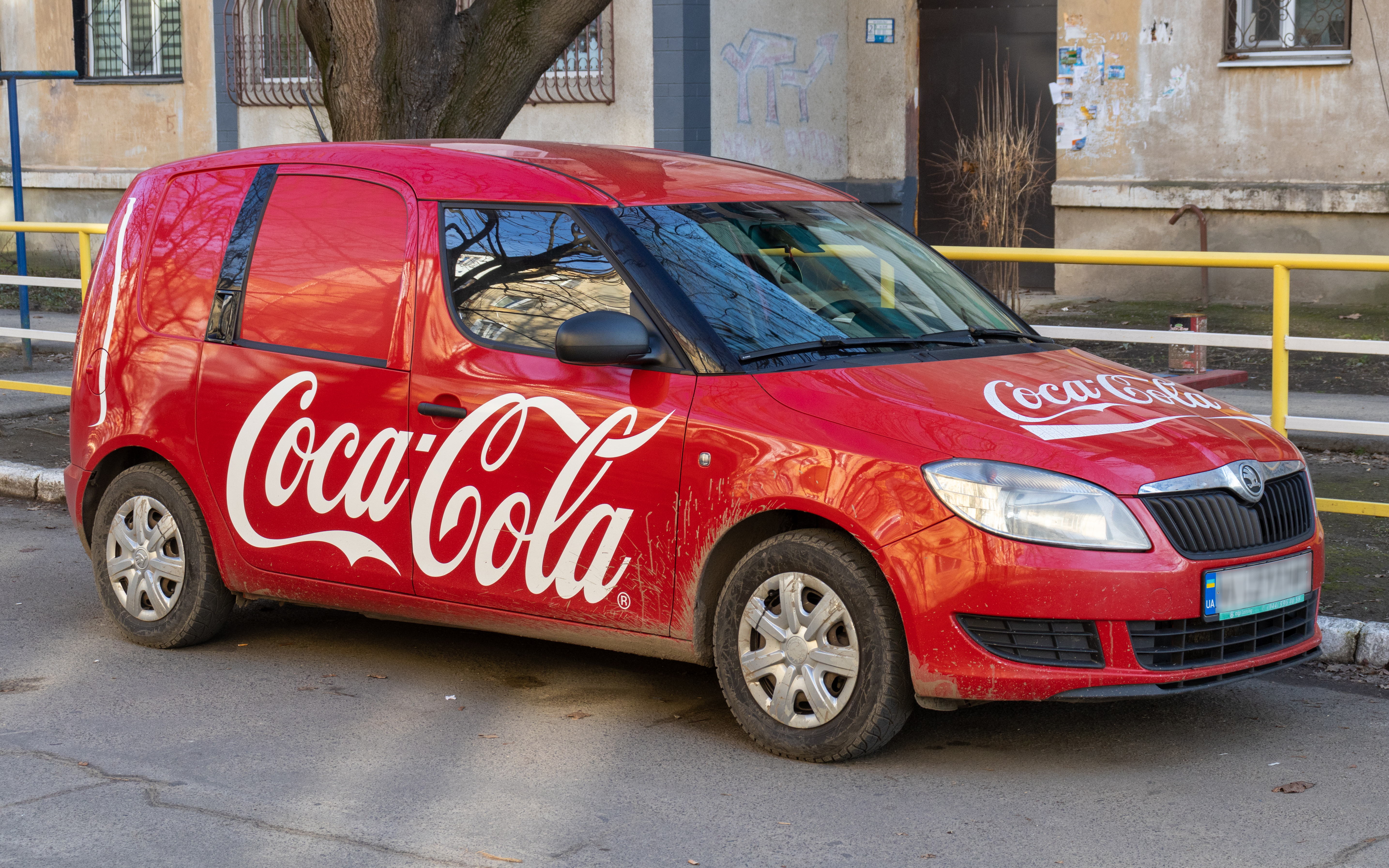
Škoda Praktik phase 2

La marque présente à la même période le Škoda Praktik, un dérivé utilitaire du Roomster. Cette version tôlée fut uniquement commercialisé sur quelques marchés d'Europe de l'Est et d'Europe centrale.

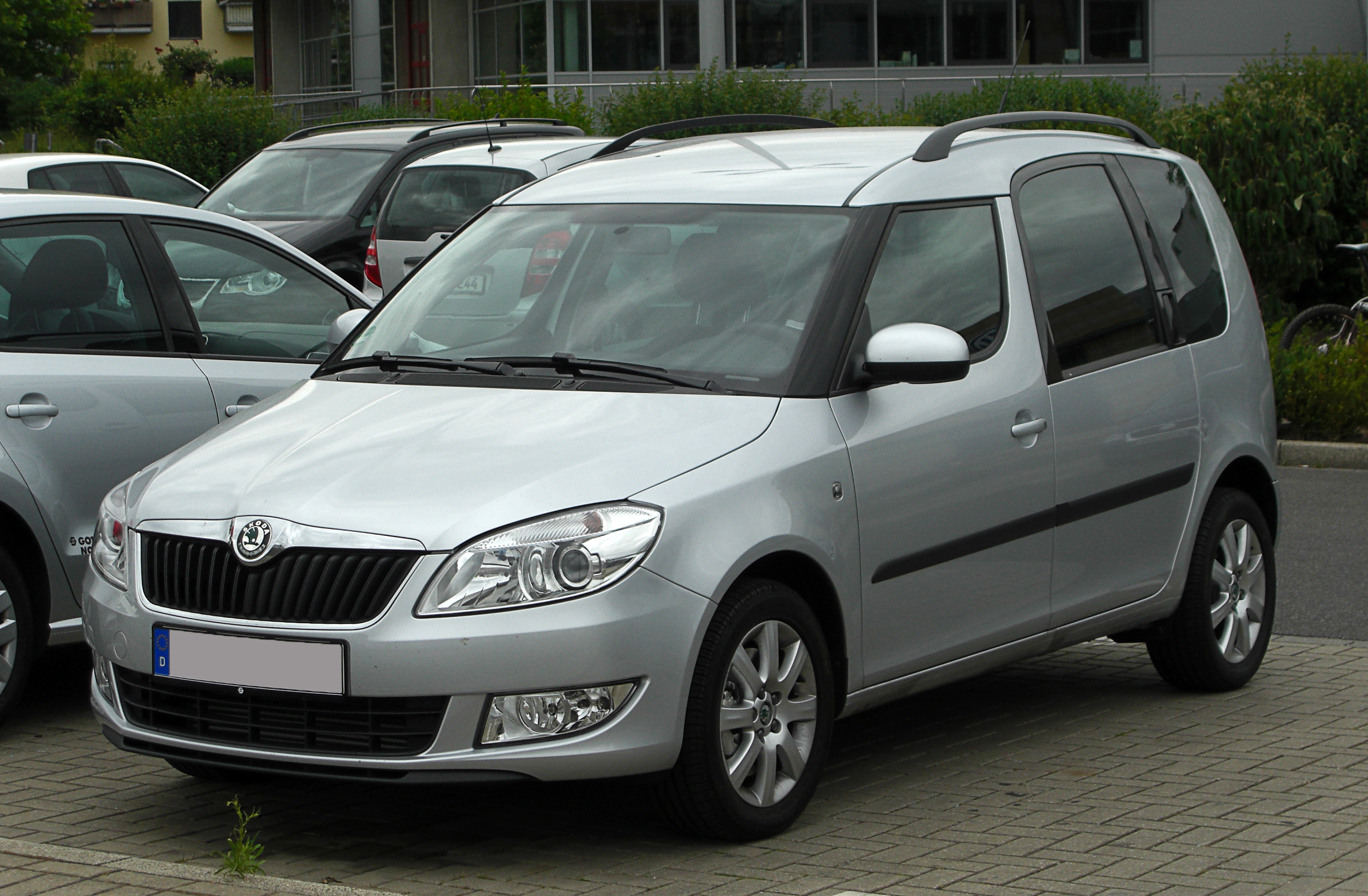
Škoda Roomster phase 2

En mars 2010, le Roomster a été restylé uniquement sur la face avant. La calandre devient plus large. Le bouclier avant évolue, avec de plus grands antibrouillards avants. Le capot se referme désormais sur les phares, comme sur la Škoda Fabia. L'arrière n'a pas évolué. Enfin, le pare-chocs avant du Roomster Scout évolue, et ses antibrouillards avant deviennent ronds.
Lors du restylage apparaissent de nouveaux moteurs : 1.2 TSI 85 et 105 en essence et 1.6 TDI 90 et 105 à rampe commune en diesel, puis d'un 1.2 TDI 75 en juin 2010.
Le Praktik reçoit le même restylage, mais reste indisponible en Europe de l'Ouest. 

## Fin de carrière
Une seconde génération, prévue pour 2016, aurait repris la plate-forme du Volkswagen Caddy de quatrième génération. Mais en novembre 2015, Škoda annule le renouvellement du Roomster en raison de l'affaire Volkswagen, qui oblige le groupe VAG à faire des économies. Des rumeurs indiquent que Škoda aurait néanmoins produit une centaine d'exemplaires du Roomster de seconde génération.

## Finitions
Quatre finitions sont disponibles en France au lancement du Roomster :
- Ambiente
- Confort
- Elégance
- Praha

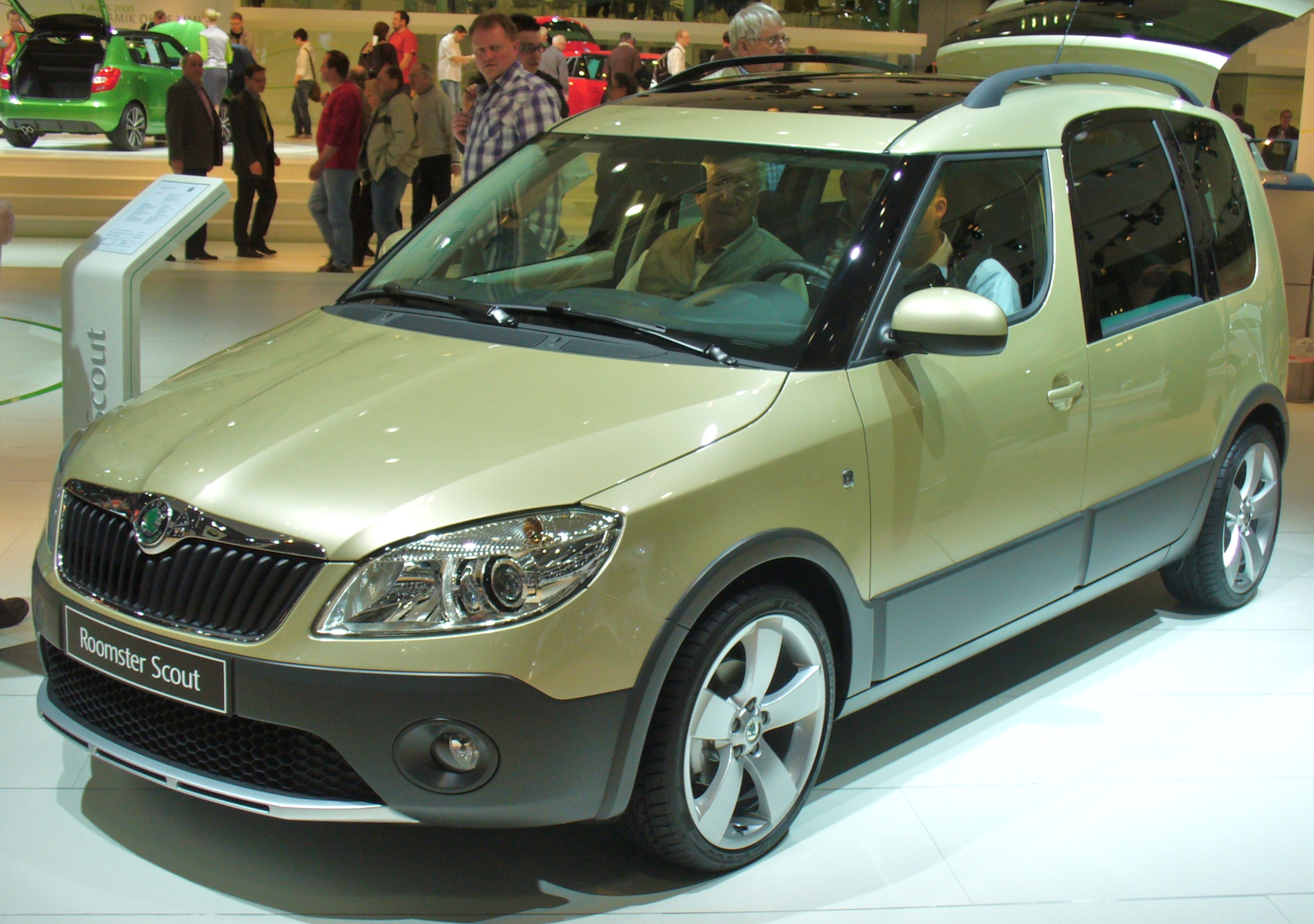
Škoda Roomster Scout phase 2

Les finitions disponibles en France au moment du restylage de 2010 sont :
- Active
- Ambition
- Experience (reprend plus tard l'appellation Elégance)
- Scout

### Séries spéciales
- Tour de France (France, collection 2007)[9]
- Tour de France (France, collection 2008)[9]
- Visage (France)
- Noire (Belgique)

## Ventes
Tableau des ventes annuelles du Skoda Roomster.
| 2006 | 13,575 |
| 2007 | 56,253 |
| 2008 | 43,595 |
| 2009 | 41,932 |
| 2010 | 26,224 |
| 2011 | 30,131 |
| 2012 | 31,477 |
| 2013 | 27,090 |
| 2014 | 26,018 |
| 2015 | 14,951 |
| 2016 | 89     |